# Ixtlahuacán del Río
Pour les articles homonymes, voir Ixtlahuacán.
Ixtlahuacán del Río est un bourg et une municipalité de la région Centre de l'État mexicain de Jalisco. La municipalité a 19 070 habitants en 2015.

## Origine du nom
Ixtlahuacán est un mot d'origine nahuatl signifiant « lieu des plaines ».

## Géographie
Ixtlahuacán del Río est située à 1 655 m d'altitude à une cinquantaine de kilomètres au nord de Guadalajara par la route fédérale 54.
| San Cristóbal de la Barranca | Moyahua de Estrada (es) (Zacatecas) |        |
| Zapopan                      | Ixtlahuacán del Río                 | Cuquío |
| Guadalajara                  | Zapotlanejo                         |        |

La majeure partie de la municipalité est constituée de terres agricoles peu accidentées. Les hauteurs atteignent toutefois 1 900 m d'altitude. On trouve dans la municipalité 12 900 ha de forêts dominées par le cèdre, le chêne, le pin et l'ocote.
La température moyenne annuelle est de 19 °C. Les vents dominants viennent du sud. Les précipitations annuelles moyennes font 855,2 mm. Il pleut principalement de juin à août. Il y a 30 jours de gel par an en moyenne.
La municipalité fait partie du bassin versant du río Grande de Santiago entre le río Verde au sud et le río Juchipila (en) au nord. Le río Achichilco notamment arrose le centre et l'ouest de la municipalité avant de se jeter en rive droite du Santiago.

## Histoire
- Localisation des Tecuexes vers 1550 parmi les nations chichimèques.

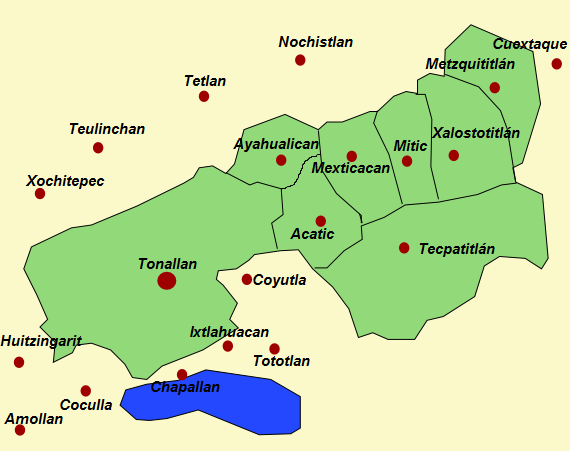
Principaux caciquats tecuexes.
Lac de Chapala.

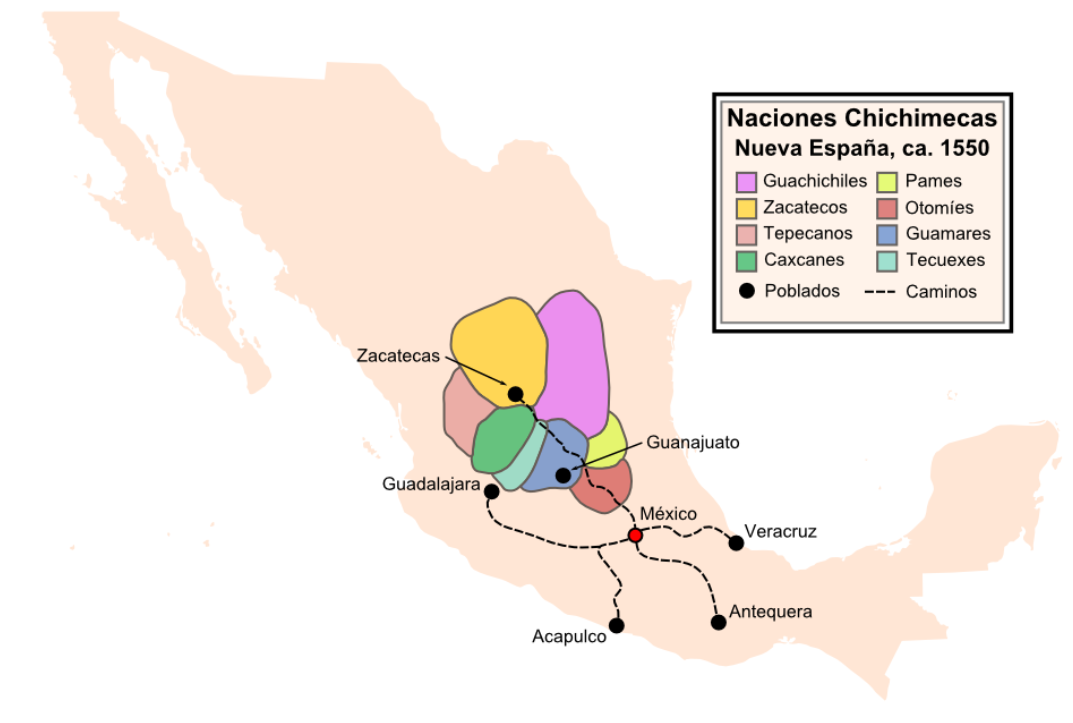
Localisation des Tecuexes vers 1550 parmi les nations chichimèques.

Ixtlahuacán est fondée en 618 par des Toltèques. Le territoire de la municipalité est ensuite peuplé par des Tecuexes (es). Au XIIIe siècle ces derniers s'opposent aux Aztèques venant du nord qui se dirigent vers la vallée de Mexico ; ils sont aussi en guerre permanente contre les Caxcanes (es) de l'actuel Zacatecas.
Après la conquête menée par Nuño Beltrán de Guzmán en 1530, une première « Guadalajara » est fondée en 1532 à Nochistlán (es) au sud de l'actuel Zacatecas, puis déplacée en 1539 à Tlacotán — devenue la propriété de Juan de Oñate — dans l'actuelle municipalité d'Ixtlahuacán del Río. La population tecuexe harcèle les Espagnols qui s'installent à Tlacotán. En 1541 les Tecuexes s'allient avec les Caxcanes, les Cuanos, les Coras, les Huichol, etc. sous le commandement du guerrier caxcane Francisco Tenamaxtle (es), ils mettent en déroute Pedro de Alvarado et détruisent presque totalement la Guadalajara de Tlacotán. C'est à la suite de ces destructions que Guadalajara est définitivement déplacée en 1542 dans la vallée d'Atemajac (es).
Ixtlahuacán del Río acquiert le statut de ville avant 1838 et celui de municipalité en 1886 au plus tard.
En 2010, la  municipalité compte 19 005 habitants pour une superficie de 564,94 km2, dont 67 % de population rurale. Elle comprend 163 localités habitées dont les plus importantes sont le chef-lieu, Ixtlahuacán del Río (6 198 habitants en 2010), suivi par  San Antonio de los Vázquez (1 658), Los Trejos (1 398), Palos Altos (1 080) et Mascuala (862).
Au recensement de 2015, la population de la municipalité passe à 19 070 habitants.

## Points d'intérêt

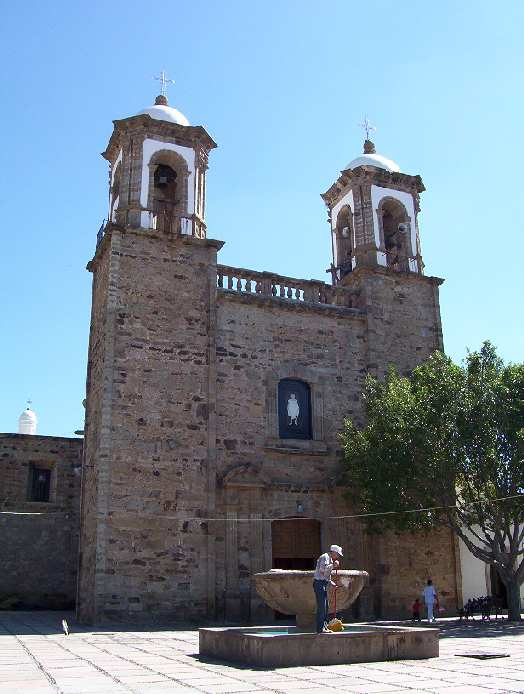
Église d'Ixtlahuacán del Rio.

Parmi les points caractéristiques de la municipalité, on peut citer
- la tradition céramique tecuexe qui se poursuit de nos jours chez les potiers de Tlacotán ;
- les zones boisées de Santo Domingo et El Patio ;
- les sources chaudes d'El Guahir ;
- le pèlerinage au sanctuaire de Notre-Dame du Rosaire de Tlacotán qui parcourt toutes les chapelles de la paroisse au mois d'octobre ;
- la fête paroissiale en l'honneur de la Vierge de Guadalupe qui dure neuf jours en décembre ; le sanctuaire de la Vierge de Guadalupe date de 1873 et se trouve à Ixtlahuacán del Río, chef-lieu de la municipalité[1].